# Szachtar Korosteszów
Szachtar Korosteszów (ukr. Футбольний клуб «Шахтар» Коростишів, Futbolnyj Kłub "Szachtar" Korostysziw) – ukraiński klub piłkarski z siedzibą w Korosteszowie, w obwodzie żytomierskim.

## Historia
Chronologia nazw:
- 1947—...: Szachtar Korosteszów (ukr. ««Шахтар» Коростишів)

Drużyna piłkarska Szachtar Korosteszów została założona w 1947 i reprezentowała Zarząd Kopalni w Korosteszowie. Od 1949 zespół występował w rozgrywkach mistrzostw i Pucharu obwodu żytomierskiego. W 1958 klub debiutował w Mistrzostwach Ukrainy spośród drużyn amatorskich. W następnym sezonie również występował w tym turnieju oraz startował w rozgrywkach Pucharu Ukrainy spośród drużyn amatorskich. W finale pokonał Awanhard Żółte Wody - 2:1. Klub debiutował w rozgrywkach Pucharu ZSRR. Następnie drużyna kontynuowała występy w rozgrywkach mistrzostw i Pucharu obwodu żytomierskiego, ale już bez takich sukcesów.

## Sukcesy
- zdobywca Pucharu Ukrainy spośród drużyn amatorskich:

1959
- mistrz obwodu żytomierskiego:

1959, 1960
- brązowy medalista mistrzostw obwodu żytomierskiego:

1951
- zdobywca Pucharu obwodu żytomierskiego:

1961, 1965

## Znani piłkarze
- / Wiktor Bannikow